# Metteniusales
Metteniusales é uma ordem monotípica de plantas com flor que tem como única família integrante as Metteniusacea. Na sua presente circunscrição taxonómica a família inclui cerca de 10 géneros e 50 espécies de árvores, arbustos e lianas, primariamente dos trópicos. A família anteriormente estava restrita so género Metteniusa, mas foi progressivamente expandida para inclui um conjunto de géneros que estavam incluídos na família polifilética Icacinaceae.

## Descrição
As meteniusáceas são umna família de plantas eudicotiledóneas neotropicais pertencentes ao clado das Lamiidae. Na sua presente circunscrição taxonómica inclui 11 géneros, entre os quais Metteniusa.
Esta família apenas foi reconhecida pelos modernos sistemas modernos de classificação de base filogenética, nomedamente pelo sistema APG III de 2009. Anteriormente, os géneros que integram esta família tinham sido integrados nas Cardiopteridaceae, mas a análise filogenética sobre dados de biologia molecular indicam que as espécies que constituem este agrupamento constituem um clado monofilético que deve considerar-se como uma família separada. Neste contexto, Metteniusa forma um dos clados basais das lamiídeas, mas não está estreitamente relacionada com nenhuma outra família de entre as que estão integradas naquele clado.
O género e a família devem o seu nome a Hermann Karsten que dedicou dedicou ambos os nomes ao botânico alemão Georg Heinrich Mettenius.

## Taxonomia
No sistema de classificação APG IV o enquadramento da ordem pode ser representado pelo seguinte cladograma:
|  | Boraginales                                            |
|  |                                                        |
|  | Gentianales                                            |
|  |                                                        |
|  | Vahliales                                              |
|  |                                                        |
|  | \| \| Lamiales \| \| \| \| \| \| Solanales \| \| \| \| |
|  |                                                        |
|  | Lamiales                                               |
|  |                                                        |
|  | Solanales                                              |
|  |                                                        |

|  | Lamiales  |
|  |           |
|  | Solanales |
|  |           |

|  | Boraginales                                            |
|  |                                                        |
|  | Gentianales                                            |
|  |                                                        |
|  | Vahliales                                              |
|  |                                                        |
|  | \| \| Lamiales \| \| \| \| \| \| Solanales \| \| \| \| |
|  |                                                        |
|  | Lamiales                                               |
|  |                                                        |
|  | Solanales                                              |
|  |                                                        |

|  | Lamiales  |
|  |           |
|  | Solanales |
|  |           |

|  | Boraginales                                            |
|  |                                                        |
|  | Gentianales                                            |
|  |                                                        |
|  | Vahliales                                              |
|  |                                                        |
|  | \| \| Lamiales \| \| \| \| \| \| Solanales \| \| \| \| |
|  |                                                        |
|  | Lamiales                                               |
|  |                                                        |
|  | Solanales                                              |
|  |                                                        |

|  | Lamiales  |
|  |           |
|  | Solanales |
|  |           |

|  | Boraginales                                            |
|  |                                                        |
|  | Gentianales                                            |
|  |                                                        |
|  | Vahliales                                              |
|  |                                                        |
|  | \| \| Lamiales \| \| \| \| \| \| Solanales \| \| \| \| |
|  |                                                        |
|  | Lamiales                                               |
|  |                                                        |
|  | Solanales                                              |
|  |                                                        |

|  | Lamiales  |
|  |           |
|  | Solanales |
|  |           |

|  | Boraginales                                            |
|  |                                                        |
|  | Gentianales                                            |
|  |                                                        |
|  | Vahliales                                              |
|  |                                                        |
|  | \| \| Lamiales \| \| \| \| \| \| Solanales \| \| \| \| |
|  |                                                        |
|  | Lamiales                                               |
|  |                                                        |
|  | Solanales                                              |
|  |                                                        |

|  | Lamiales  |
|  |           |
|  | Solanales |
|  |           |

|  | Boraginales                                            |
|  |                                                        |
|  | Gentianales                                            |
|  |                                                        |
|  | Vahliales                                              |
|  |                                                        |
|  | \| \| Lamiales \| \| \| \| \| \| Solanales \| \| \| \| |
|  |                                                        |
|  | Lamiales                                               |
|  |                                                        |
|  | Solanales                                              |
|  |                                                        |

|  | Lamiales  |
|  |           |
|  | Solanales |
|  |           |

|  | Boraginales                                            |
|  |                                                        |
|  | Gentianales                                            |
|  |                                                        |
|  | Vahliales                                              |
|  |                                                        |
|  | \| \| Lamiales \| \| \| \| \| \| Solanales \| \| \| \| |
|  |                                                        |
|  | Lamiales                                               |
|  |                                                        |
|  | Solanales                                              |
|  |                                                        |

|  | Lamiales  |
|  |           |
|  | Solanales |
|  |           |

|  | Boraginales                                            |
|  |                                                        |
|  | Gentianales                                            |
|  |                                                        |
|  | Vahliales                                              |
|  |                                                        |
|  | \| \| Lamiales \| \| \| \| \| \| Solanales \| \| \| \| |
|  |                                                        |
|  | Lamiales                                               |
|  |                                                        |
|  | Solanales                                              |
|  |                                                        |

|  | Lamiales  |
|  |           |
|  | Solanales |
|  |           |

O Angiosperm Phylogeny Website aceita 11 géneros:
- Apodytes - c. 6 espécies
- Calatola - 7 espécies
- Dendrobangia - 3 espécies
- Emmotum - c. 10 espécies
- Metteniusa - 7 espécies
- Oecopetalum - 3 espécies
- Ottoschulzia - 3 espécies
- Pittosporopsis
- Platea - 5 espécies
- Poraqueiba - 3 espécies
- Rhaphiostylis - c. 10 espécies